# ジョージ・ゴードン (1751-1793)

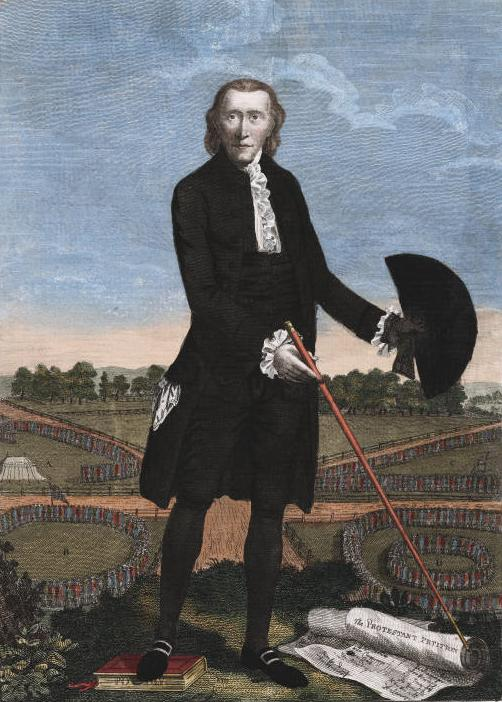
ジョージ・ゴードン卿

ジョージ・ゴードン卿（Lord George Gordon、1751年12月26日 – 1793年11月1日）は、グレートブリテン王国の政治家。公爵の三男に生まれ、1774年から1780年まで庶民院議員を務めたが、1780年の反カトリック暴動であるゴードン暴動の引き金となった。同時代のホレス・ウォルポール、19世紀末の『英国人名事典』に精神異常者と評され、21世紀初の『オックスフォード英国人名事典』でも「精神不安定、無責任で危険」と評された。

## 生涯

### 軍歴
第3代ゴードン公爵コスモ・ゴードンと妻キャサリンの三男として、1751年12月26日にロンドン・メイフェアのアッパー・グローヴナー・ストリートで生まれた。1752年8月5日、生後7か月で父を失い、母キャサリンは1756年3月25日に軍人スターツ・ロング・モーリスと再婚した。1758年から1765年までイートン・カレッジで教育を受け、在学中の1759年に継父が隊長を務める第89歩兵連隊のエンサイン（歩兵少尉）に任命されたが、イートン卒業後の1766年にイギリス海軍に入った。海軍では士官候補生（midshipman）として1766年から1769年まで米州13植民地に派遣され、1772年3月23日に海尉に昇進したが、海軍大臣の第4代サンドウィッチ伯爵ジョン・モンタギューから艦長職を任命されず、1777年に軍務を辞して退役した。

### 庶民院議員
兄にあたる第4代ゴードン公爵アレグザンダー・ゴードンはインヴァネスシャー選挙区での影響力を広めようとし、現職議員サイモン・フレイザーの議席を脅かすに至った。公爵はジョージ・ゴードン卿を立候補させる予定であり、フレイザーは公爵と交渉して、1774年イギリス総選挙をもって議席をゴードンに譲るか、ゴードンにほかの議席を提供するかの二択を引き出した。そして、フレイザーはラガーショル選挙区の議席を購入して、ゴードンを庶民院議員に当選させることを選び、自身はインヴァネスシャーで再選した。
ゴードンは当選した直後より登院して投票したが、1777年に海軍から辞任するまで議会で発言しなかった。そして、1778年4月13日の初演説で首相ノース卿に「植民地から虐殺者と略奪者を呼び戻せ」と呼びかけ、アメリカ独立戦争の中止を訴えた。それ以外にも数回発言したが、『英国議会史』によればいずれも「突飛、支離滅裂で無意味」だった。
1779年から1780年初にかけての演説では精神疾患の兆しが見られるようになり、1779年5月にスコットランドの反乱を警告し、同年11月に「12万の大軍が（自身の後ろに）ついている」と述べた。1780年1月24日には長いパンフレットの全文朗読を強行したため、登院していた議員約200名が退出をはじめ、最後には50人未満しか残らなかった。翌日にはパンフレットが「素晴らしすぎたため毎日朗読せざるを得ない」として再度読み上げようとして止められた。さらに1719年宣言法を朗読するに至り、議員が全員議場から退出する始末だった。3月8日にもスコットランドで兵士16万を率いていると述べ、狂気に陥ったとみられたが、庶民院はゴードンの地位の高さ（公爵の息子）と弁論の自由を理由に、ゴードンを止めることができなかった。

### ゴードン暴動
1778年5月、イギリス議会は第8代準男爵サー・ジョージ・サヴィルの提出した1778年教皇派法を可決した。これはイングランドにおけるカトリック刑罰法を一部廃止する法律であり、カトリック解放の一環だったが、廃止に反対する声も大きく、1779年にプロテスタント協会（Protestant Association）が設立された。ゴードンは教皇派法の審議で発言せず、反対票も投じなかったが、スコットランドにおけるカトリック解放が予想されると関心を寄せ、1779年8月にエディンバラでスコットランドのプロテスタント通信委員会（protestant committee of correspondence）会長に、1779年11月にイングランドのプロテスタント協会の会長に就任した。
ゴードンはプロテスタント協会の会長として精力的に活動し、44,000人が署名した、教皇派法の廃止請願が作成された。そして、ゴードンは1780年5月26日に庶民院に対し、請願を提出する予定を告知した。
ゴードンが請願を提出する日である6月2日の朝、約6万人の群衆がロンドン南部のサザークにあるセント・ジョージ・フィールズ集まった。群衆はゴードンとともにウェストミンスターに行進し、庶民院のロビーに押し入った。そして、ゴードンは議場で請願を提出して、それが審議される途中で度々ロビーに出て、発言している議員と請願への賛否を逐一群衆に教えた。ゴードンの行動は議員たちを驚かせ、ゴードンの親族で同じく議員であるウィリアム・ゴードン閣下は「ジョージ卿よ、あなたは卑しい信者たちを庶民院に入れるつもりか？もしそうして、あいつらが1人でも入ってきたら、私は剣で彼ではなく、あなたの体を貫くだろう」と述べた。
午前9時すぎに衛兵隊が到着すると群衆は四散したが、やがてカトリック教会の建物への攻撃をはじめ、暴徒化した。事態はゴードンの手から離れて拡大し、以降6日間続いた暴動で450人が死傷した。プロテスタント協会は慌てて声明を出して制止しようとしたが、効果はなかった。ゴードンは暴動自体には加わらなかったが、6月9日に大逆罪の容疑で逮捕され、ウェルベック・ストリートの自宅からロンドン塔に投獄された。

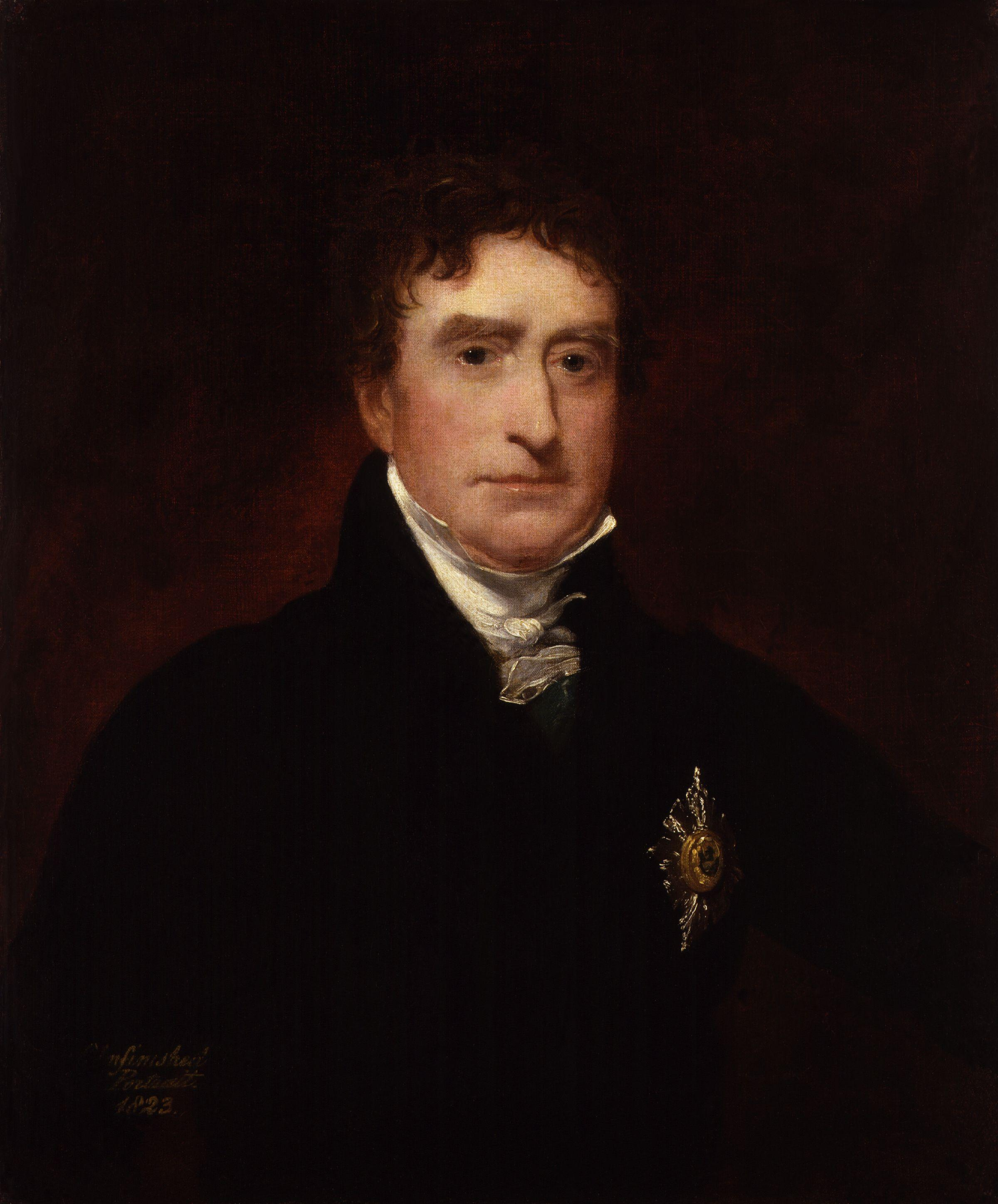
ゴードンの弁護人トマス・アースキン。ウィリアム・チャールズ・ロス画、1823年。

8か月間の投獄を経て、ゴードンの裁判は1781年2月5日に王座裁判所で行われた。ゴードンは優秀な弁護士であるトマス・アースキンとロイド・ケニオンを代表とし、「会合が適切に行われるようあらゆる努力をしたが、プロテスタント協会と無関係な犯罪者が会合を利用して破壊をはじめた」と主張した。実際に議員から「ゴードンが群衆に『静かに家に帰れ、暴動もせず大声も出すな』と大声で呼びかけた」という証言が出たうえ、アースキンが最終弁論で「私たちはゴードンが被害を予想すべきか、または予想できたかを議論しているのではなく、彼が邪悪にもそれを計画し予定したかどうかを議論しているのです」と念を押した結果、陪審員たちはゴードンに無罪判決を出した。

### 文書誹毀罪による投獄
ゴードンが投獄されている間に1780年イギリス総選挙が行われ、立候補できなかったゴードンは議員を退任した。しかしその後も議員への返り咲きを諦めず、1781年秋にはシティ・オブ・ロンドン選挙区から立候補する意向を表明した（のちに撤退）。またプロテスタント協会の会長にも留任し、政治家に手紙を出したり直接陳情したりして、教皇派法の廃止を求めた。
1782年にパリを訪れた後に帰国して、1784年イギリス総選挙でウェストミンスター選挙区における選挙活動に関わり、チャールズ・ジェームズ・フォックスを支援した。この時期にも奇行がみられ、1783年8月に突如ポルトガルとドイツのユダヤ教徒への手紙を発表し、1785年5月には教皇ピウス6世がイエズス会士2名を刺客として放って自身を毒殺しようとしたと主張し、イギリス外務大臣に保護を求めた。
1786年、『パブリック・アドバタイザー』紙への寄稿で首飾り事件によりイギリスに亡命したカリオストロを取り上げ、フランス王妃マリー・アントワネットが無実のカリオストロを迫害したと主張した。このほか、『ニューゲート監獄の囚人からジョージ・ゴードン卿への請願』（Petition from the prisoners at Newgate to Lord George Gordon）と題する著作を発表し、イングランドの刑法が厳しすぎるうえ不公正であると主張し、ニューサウスウェールズのボタニー湾への流刑を廃止すべきと提言した。
これら2つの著作により文書誹毀罪で起訴され、前者の著作について1787年6月6日に、後者の著作について6月13日に有罪判決を受けた。ゴードンはアムステルダムに逃亡したが本国に送り返され、一時バーミンガムに住んだ。その後、1788年1月28日にニューゲート監獄への5年間の投獄、500ポンドの罰金、そして2,500ポンドの保証金を出せる保証人2名を探すよう言い渡された。

### ユダヤ教への改宗
ゴードンは1780年代よりユダヤ教への興味を持ち、前述の1783年の手紙のほか、1785年には神聖ローマ皇帝ヨーゼフ2世宛てに手紙を出し、自身のユダヤ教への意見を述べた。1787年に正式にユダヤ教に改宗し、「イスラエル・アブラハム・ジョージ・ゴードン」（Israel Abraham George Gordon）の名前を使用したうえ、ユダヤ教の規定にしたがって割礼を受け、髭を生やした。また、髭を剃ったりキッパーを外したりしたユダヤ教徒に会わないようにした。
獄中ではそれなりに自由な生活を過ごし、バグパイプなど音楽で楽しんだほか、毎日6から8人と一緒に食事し、半月ごとにちょっとした舞踏会を開催した。また1780年代の海外渡航で知り合った人々との通信も続け、フランス革命が勃発した後には革命を支持したアンリ・グレゴワール師に手紙を送った。

### 死去
1793年に5年間の投獄が終わったが、保証人が見つからず、釈放されなかった。そして、ゴードンは監獄で流行した腸チフスにかかり、1793年11月1日に病死した。死去直前にフランス革命の流行歌サ・イラを歌ったという。生涯未婚だった。

## 人物
ゴードンがロンドン塔に投獄されていたとき、メソジスト運動で知られるジョン・ウェスレーがゴードンを訪れたことがあり、「聖書についてよく知っている」と評した。もっとも、ホレス・ウォルポールはゴードンを「明らかな精神異常者」と評した。
19世紀末の『英国人名事典』は「現代ならば、ゴードンは監獄ではなく精神病者保護施設に入っただろう」とし、ゴードンに対する厳しい刑罰の理由をゴードン暴動の再来を回避するためだとした。21世紀初の『オックスフォード英国人名事典』はゴードンの多面性（死刑に反対する改革者としての一面、フランス革命を支持する革命家としての一面、17世紀イングランド並みのカトリック嫌いという時代錯誤な一面）に着目しつつ、ゴードンを「精神不安定、無責任で危険」と評した。

## 関連図書
- Chisholm, Hugh, ed. (1911). "Gordon, Lord George" . Encyclopædia Britannica (英語). Vol. 19 (11th ed.). Cambridge University Press. p. 253.
- Wood, James, ed. (1907). "Gordon, Lord George" . The Nuttall Encyclopædia (英語). London and New York: Frederick Warne.